# 馬德里施萊茵河
46°28′37″N 9°29′07″E / 46.47708°N 9.48521°E

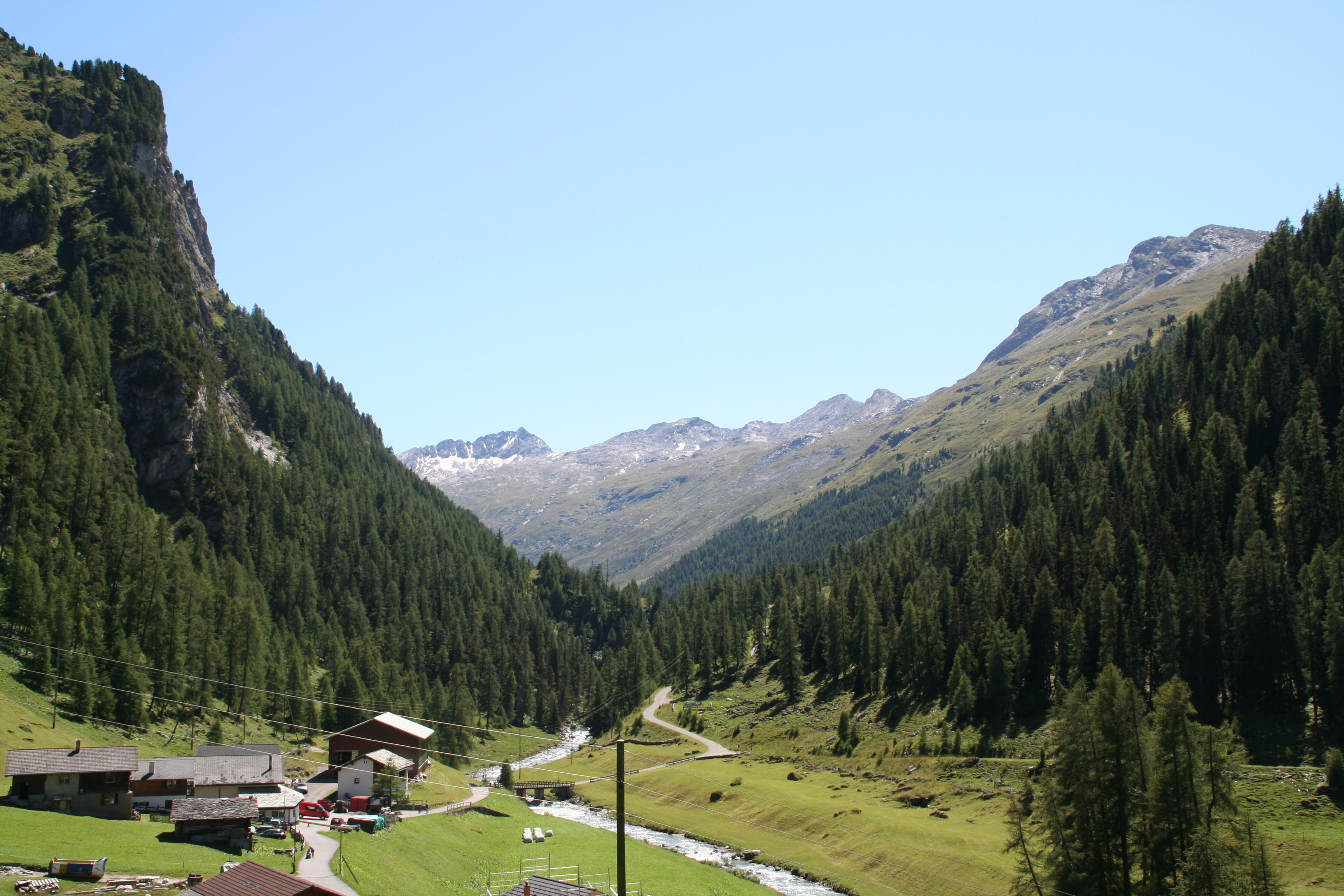

馬德里施萊茵河是瑞士的河流，位於該國東南部，流經格勞賓登州，屬於阿韋斯萊茵河的左支流，河道全長14公里，流域面積51平方公里。